# Kenichiro Meta
Kenichiro Meta (米田 兼一郎 Meta Kenichiro?), född 2 juli 1982 i Kagoshima prefektur, är en japansk före detta fotbollsspelare.
Meta började sin karriär 2001 i Avispa Fukuoka. Efter Avispa Fukuoka spelade han för Kyoto Sanga FC, Tochigi SC, Tokushima Vortis, Sagan Tosu, FC Kagoshima och Tegevajaro Miyazaki. Han avslutade karriären 2018.